# Lisbeth Kristensen
Lisbeth Kristensen (17 de febrero de 1972) es una deportista danesa que compitió en triatlón.
Ganó dos medallas en el Campeonato Mundial de Triatlón de Larga Distancia en los años 2001 y 2004, y tres medallas en el Campeonato Europeo de Triatlón de Larga Distancia entre los años 2003 y 2006. Además, obtuvo una medalla en el Campeonato Europeo de Ironman de 2006.

## Palmarés internacional
| Campeonato Mundial | Campeonato Mundial     | Campeonato Mundial | Campeonato Mundial |
| Año                | Lugar                  | Medalla            | Prueba             |
| ------------------ | ---------------------- | ------------------ | ------------------ |
| 2001               | Fredericia (Dinamarca) | Medalla de oro     | Individual         |
| 2004               | Säter (Suecia)         | Medalla de plata   | Individual         |
| Campeonato Europeo |                        |                    |                    |
| Año                | Lugar                  | Medalla            | Prueba             |
| 2003               | Fredericia (Dinamarca) | Medalla de plata   | Individual         |
| 2004               | Immenstadt (Alemania)  | Medalla de oro     | Individual         |
| 2006               | Almere (Países Bajos)  | Medalla de oro     | Individual         |

| Campeonato Europeo | Campeonato Europeo   | Campeonato Europeo | Campeonato Europeo |
| Año                | Lugar                | Medalla            | Prueba             |
| ------------------ | -------------------- | ------------------ | ------------------ |
| 2006               | Fráncfort (Alemania) | Medalla de bronce  | Individual         |